# حمزه‌آباد (عباس‌آباد)
حمزه‌آباد روستایی در دهستان لنگارود شرقی بخش مرکزی شهرستان عباس‌آباد استان مازندران ایران است.

## جمعیت
بر پایه سرشماری عمومی نفوس و مسکن در سال ۱۳۹۵ جمعیت این روستا ۱٬۷۴۰ نفر (۵۸۰خانوار) بوده‌است. مردم حمزه‌آباد از قومیت طبری هستند مردم حمزه‌آباد به زبان طبری (مازندرانی) سخن می‌گویند.